# Gran Saposoa

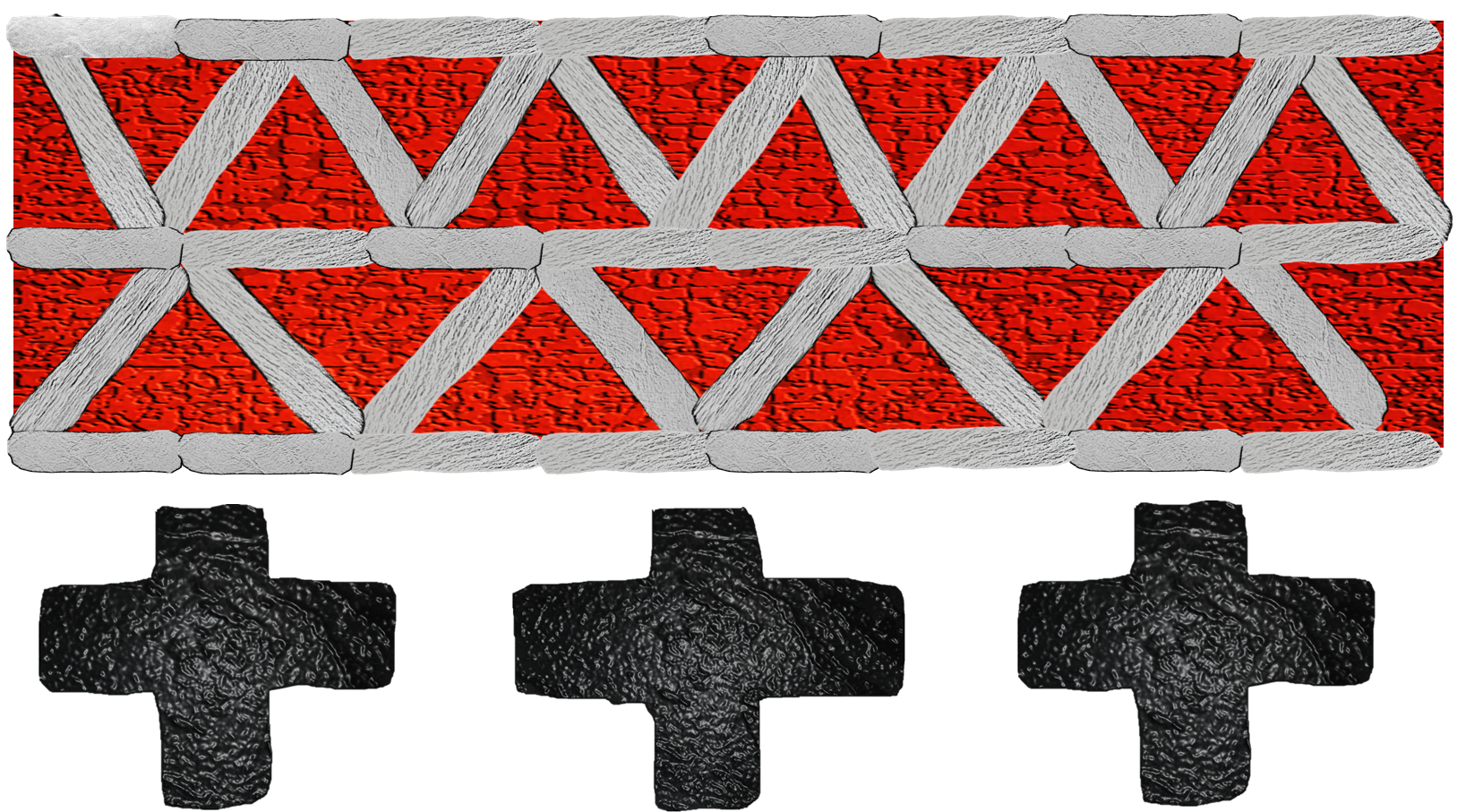
Motivos iconográficos presentes en la Casa de las Cruces, estructura emblemática del complejo

Gran Saposoa es un complejo arqueológico, que abarca 1000 hectáreas, localizada en los bosques nubosos andinos de la región amazónica de la provincia de Huallaga, Perú. Habría sido edificado entre los siglos VII y VIII. Se estima que el asentamiento fue hogar de hasta 10,000 personas, principalmente dedicados a la agricultura.
Según las investigaciones del año 2000, el centro administrativa, política y religiosa se encentraba en Cerro Las Cruces que consta de 400 edificaciones circulares en 4 hectáreas. También cuenta con una plaza publica con una torre de tres metros de alto. Los muros de piedra son edificados en bajorrelieve con símbolo de cruz.
La hipótesis de Savoy era que este lugar era la ciudad Precolombina de Cajamarquilla, construida por la cultura Chachapoyas, no obstante Cajamarquilla es claramente identificable en documentos históricos, como la moderna y rebautizada ciudad del altiplano Bolívar. Savoy reivindica que las ruinas, que constan de cientos de estructuras de piedra circulares, abarcan aproximadamente 80 millas cuadradas (cercano al tamaño de Baltimore, MD).
Las ruinas de Gran Saposoa fueron descubiertas por Savoy y su equipo en 1999, este descubrimiento fue ampliamente publicitado. Savoy recibió duras críticas por parte de académicos daneses, alemanes y americanos que ya estaban familiarizados con el lugar, ya que incluso habían documentado algunas partes de éste. En septiembre de 2005, el hijo de Gene, Sean Savoy emitió un comunicado a la Associated Press indicando que durante un viaje de vuelta al enclave arqueológico de Gran Saposoa, el equipo descubrió que el sitio había sido saqueado. Los medios criticaron duramente no sólo al gobierno peruano por no proteger el sitio adecuadamente, sino también a Savoy y su equipo por revelar la localización del sitio y no proporcionar la adecuada protección por sus propios medios. La protección de ruinas arqueológicas sigue siendo un problema en Perú, puesto que los saqueadores y los vendedores del mercado negro están extremadamente bien financiados.

## Ubicación
Está ubicada en las confluencia de los ríos Huabayacu y Bravo.